# Boxe
Boxe ou pugilismo é um esporte de combate e  arte marcial, no qual os lutadores usam apenas os punhos, tanto para a defesa, quanto para o ataque. Boxeadores trocam golpes por um tempo predeterminado em um número de rodadas (rounds ou turnos ) em uma arena elevada cercada de cordas, o Ringue. A vitória ocorre diante das seguintes possibilidades: quando um lutador aplica um nocaute no oponente, quando o árbitro declara um lutador incapaz de continuar (nocaute técnico) ou se nenhum lutador ganha e o tempo acaba, os juízes decidem o vencedor baseados em vários critérios de pontuação. Também há possibilidade de interrupção médica e de desistência por parte do lutador ou de sua equipe de apoio. O boxe também já foi destaque nos cinemas e nas mídias e o boxe também está presente nos jogos eletrônicos licenciadas pelas empresas.
O boxe é um esporte olímpico desde as Olimpíadas de 1904, e é um dos esportes profissionais mais populares no mundo,com milhões de fãs e lutadores ao redor do planeta.
O esporte traça suas origens á antiga Mesopotâmia e Grécia Antiga, mas o esporte moderno tem como origem a Grã-Bretanha, onde se tornou popular nos séculos XVI e XVII e eventualmente foi codificado na forma atual em 1867 com a formulação das Regras do Marquês de Queensberry, que ajudaram a legalizar e legitimar o esporte.
A palavra deriva do inglês box (bater com os punhos) expressão utilizada na Inglaterra entre 1000 e 1850, e o termo pugilismo, derivado do Latim significando "lutador de punho", também é usado. O termo "boxe" também é um termo genérico para esportes de combate e arte marciais em que dois oponentes se enfrentam em uma luta usando os punhos, cobertos por luvas na maioria das vezes, e diferenciados de acordo com suas regras. Além do pugilismo, existem o Boxe francês, Boxe tailandês, Boxe chinês, Boxe birmanês, Kickboxing, dentre outros.

## História do boxe
A Suméria, um dos cinco berços da civilização, também é berço de quase tudo que hoje é dito ser "ocidental", incluindo o boxe cujas evidências mais antigas datam 3000 a.C. Mais tarde foi levado para o Antigo Egito e milênios depois para a Grécia, onde ficou conhecido como Pigmaquia.
Nos séculos XVIII e XIX, quando houve o renascimento na Inglaterra, o era praticado na modalidade boxe com as mãos nuas. Essas lutas com as mãos descobertas eram frequentemente brutais, de modo que o boxe acabou sofrendo intensas mudanças em 1867, com a formulação das Regras do Marquês de Queensberry, que previam rounds de três minutos, separados por um intervalo de um minuto, além do uso obrigatório das luvas de boxe. Essas regras entraram em vigor em 1872.
O boxe foi primeiramente considerado um desporto olímpico em 688 a.C., na 23.ª olimpíada da antiguidade; seu vencedor foi Onomasto de Esmirna, que foi quem definiu as regras do esporte. Posteriormente, quando houve o ressurgimento dos Jogos Olímpicos da Era Moderna, nas Olimpíadas de 1896, em Atenas, o boxe não foi incluído como uma das modalidades da competição. O boxe então somente retornou nas Olimpíadas de 1904, a terceira da Era Moderna, em St. Louis, e desde então foi praticado em todas as suas edições posteriores, com exceção das Olimpíadas de 1912, em Estocolmo.
| | |                                                             | |
| Jovens lutam boxe. Afresco da Civilização Minoica, em Acrotíri, Santorini, cerca de 1500 a.C. não tem regras estabelecidas eram que, apenas se poderia atacar com os punhos e os concorrentes deveriam envolver os dedos com tiras de couro. Não existiam turnos nem categorias baseadas no peso dos atletas. O jogo terminava quando um dos atletas ficava inconsciente ou colocava um dedo no ar em sinal de desistência. | A luta Leonard-Cushing de 1894. Cada um dos seis rounds de um minuto foi filmada e disponibilizada em um Cinetoscópio onde espectadores colocavam moedas para assistir a luta. | Floyd Patterson é nocauteado por Ingemar Johansson em 1959. | Duas pugilistas femininas durante os Jogos Olímpicos de 2012: a britânica Nicola Adams (em azul) e a indiana Mary Kom. |

## História do boxe no Brasil
No início do século XX, o boxe era praticamente desconhecido no Brasil. Os poucos praticantes existentes na época, eram emigrantes alemães e italianos, localizados nos estados do Rio Grande do Sul e São Paulo.
A primeira luta realizada no Brasil foi em 1913, na cidade de São Paulo, entre um pequeno ex-boxeador profissional que fazia parte de uma companhia de ópera francesa e o atleta Luis Sucupira, conhecido como o Apolo Brasileiro, em razão de seu físico avantajado. Embora surrado, Apolo reconheceu que a técnica pode superar a força e tornou-se um grande entusiasta do boxe e seu primeiro grande divulgador.
Apesar de Apolo ter começado a divulgar o boxe, em 1919 através do marinheiro Góes Neto, que havia aprendido técnicas de boxe na Europa, que o esporte foi divulgado de verdade e reconhecido. Após retornar de viagem ao Brasil, Góes Neto resolveu fazer algumas exibições no Rio de Janeiro, onde estava o sobrinho do Presidente da República, Rodrigues Alves, que se apaixonou pelo boxe. Com o apoio de Rodrigues Alves, a difusão do boxe ficou mais fácil. Neste período, foram criadas academias e não demorou muito para o boxe ser um esporte regulamentado, com a criação das "comissões municipais de boxe" em São Paulo, Santos e Rio de Janeiro. Referidos fatos ocorreram durante os anos 1920 e 1921.

### Ditão – O primeiro pugilista brasileiro
Em 1922 o Brasil teve seu primeiro pugilista a ganhar destaque. Benedito dos Santos, conhecido como Ditão, começou a treinar boxe numa das academias de São Paulo. Era um negro de porte gigantesco com enorme talento para o boxe e detentor de um direto potente.
No início de 1923 estreando como profissional, derrotou sem nenhuma dificuldade seus três primeiros adversários, todos no primeiro round.
O destaque do pugilista logo despertou o assédio dos empresários. Foi então organizada uma luta entre Ditão e o campeão europeu Hermínio Spalla, pugilista italiano que tinha um cartel com mais de 60 lutas. Ditão começou o combate derrubando Spalla no primeiro round, porém, o campeão europeu massacrou o lutador brasileiro no decorrer da luta e Ditão além de ter sido derrotado acabou sofrendo um derrame, do qual encerrou a sua carreira para o resto de sua vida.
Com este episódio, o boxe brasileiro foi duramente criticado e passou a ser proibido até meados de 1925.

### O clube Espéria
Com a revogação da proibição do boxe no Brasil, o primeiro clube a receber lutas de boxe foi o Clube Esperia, na cidade de São Paulo. Começava a primeira época áurea do boxe no país, tendo inclusive a criação de uma espécie de ranking, algo até então inexistente, e uma nova cultura de treinos. Eis que surgem os primeiros grandes treinadores de boxe brasileiro, Batista Bertagnolli e Celestino Caversazio. No Espéria, organizaram uma escola de formação, que traria grandes consagrações para o esporte nos anos seguintes.

### A profissionalização do boxe brasileiro
Com a revolta constitucionalista de São Paulo, conhecida como “A Revolução de 32”, tudo havia ficado paralisado. O acontecimento marcante desse período foi a criação das federações de boxe regionais, das quais, se deu condições aos boxeadores profissionais brasileiros disputarem oficialmente títulos internacionais e aos amadores poderem participar de torneios e campeonatos estrangeiros.
Em 1933, o Brasil, pela primeira vez, participou de um campeonato internacional, o Sul-Americano de Boxe Amador, realizado na Argentina. A seleção brasileira era composta apenas de cariocas, pois, somente no Rio de Janeiro, o boxe era legalizado através de federação. Na década de 1930, surgiram alguns lutadores de destaque, entre eles, Ítalo Hugo, chamado de “Menino de Ouro”.

### Década de 1940 – o ginásio do Pacaembu
Criado em 1940, a arena do Pacaembu foi palco de grandes lutas. Pela primeira vez, podiam-se ver lutas de brasileiros com nível verdadeiramente internacional. Os mais destacados deles foram: Atílio Lofredo e Antônio Zumbano ("Zumbanão"), como era conhecido.
Zumbanão foi o primeiro grande astro do boxe brasileiro, imperando absoluto por um longo período, de 1936 a 1950, no qual realizou cerca de 140 lutas, dos quais metade delas venceu por nocaute. Era um peso-médio com grande poder nos punhos e capacidade de esquiva, arrastava multidões ao ginásio do Pacaembu por ser um ídolo.

### Década de 1950 – O grande momento do boxe brasileiro
A década de 1950 foi marcada pelo importante crescimento popular do boxe e por revelar grandes boxeadores. Entre eles, nomes como o de Kaled Curi, Luisão, Ralf Zumbano e o grande Éder Jofre, o maior boxeador da história do boxe brasileiro.
Nesta época Éder Jofre participou dos Jogos Olímpicos de Melbourne, na Austrália, em 1956, o que fez ele despontar no boxe profissional. Apesar de não trazer nenhuma medalha das olimpíadas, Jofre foi responsável por vários títulos importantes. Destaque para o brasileiro dos pesos-galo, em 1958. Porém, o auge de títulos conquistados por Éder Jofre seria na década de 1960 que é para onde vamos viajar no próximo capítulo.

### Décadas de 1960 e 1970 – A lenda Éder Jofre

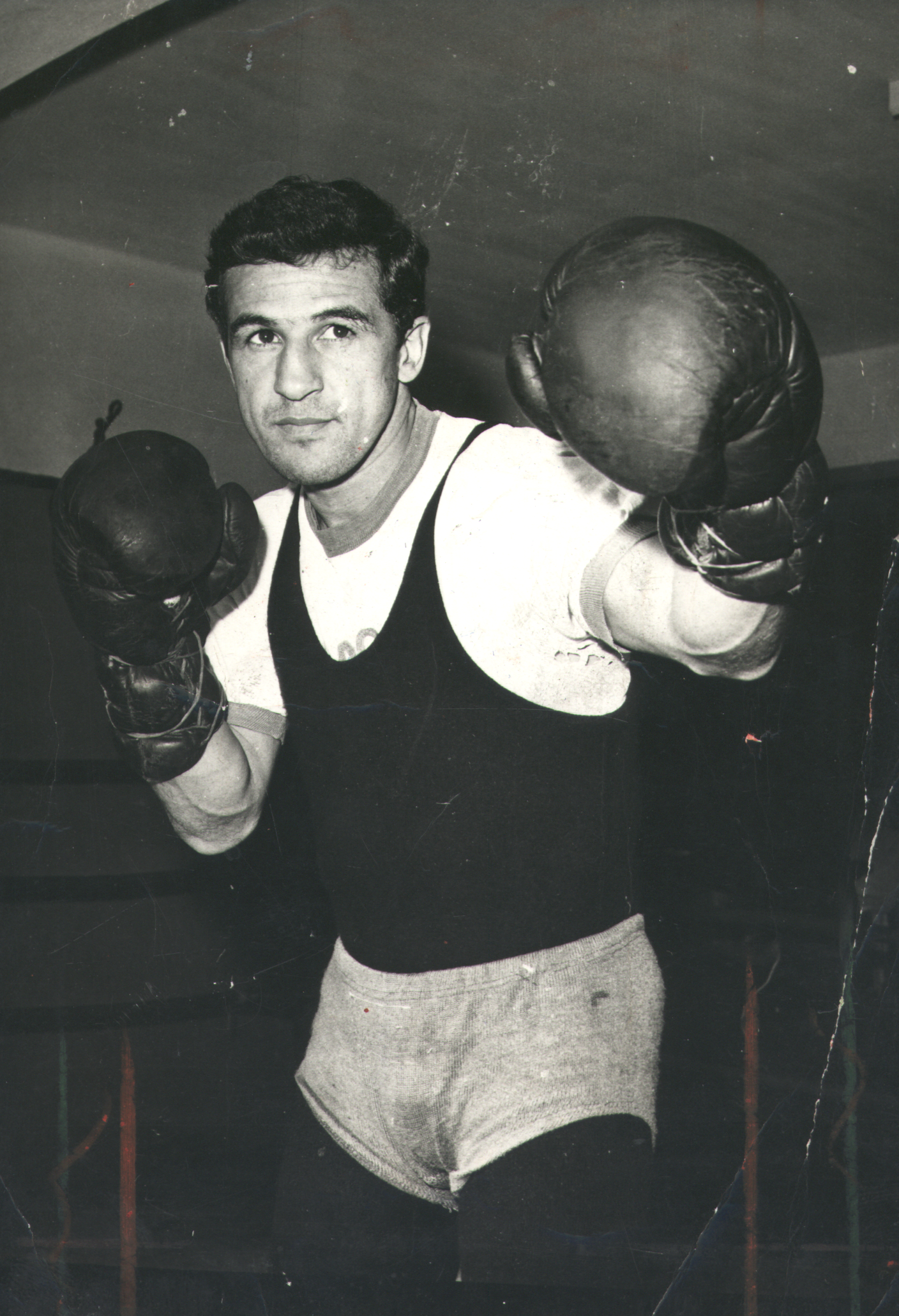
Pugilista Éder Jofre, considerado o maior boxeador brasileiro e considerado um dos maiores da história mundial.

Depois de conseguir ficar entre os dez primeiros colocados do ranking da antiga NBA, atual Associação Mundial de Boxe (WBA), em 1960, Éder Jofre teve a oportunidade de disputar o título mundial contra o mexicano Eloy Sanchez. Sagrou-se campeão mundial e mais adiante, em 1962, Jofre enfrentou o campeão da Europa de Boxe. A luta valia a liderança do ranking da categoria galo. Éder Jofre derrotou o adversário irlandês, no Ginásio do Ibirapuera, em São Paulo, tornando-se o número 1 da categoria.
Jofre manteve seu cinturão até 1965, quando foi derrotado duas vezes pelo maior boxeador japonês de todos os tempos, Masahiko “Fighting” Harada, o que fez com que ele se afastasse dos ringues aos 30 anos de idade.
Cinco anos mais tarde, já na década de 1970, Jofre retornou aos ringues, porém, na categoria pena, voltou a ser campeão mundial pelo Conselho Mundial de Boxe em 1973. Despediu-se definitivamente dos ringues em 1976 com um fantástico cartel de 78 lutas e apenas 2 derrotas.
Nas décadas de 1960 e 1970, outros lutadores se destacaram. Entre eles o médio-ligeiro Miguel de Oliveira, campeão mundial pelo Conselho Mundial de Boxe em 1975 e o peso-mosca Servílio de Oliveira, um dos poucos boxeadores brasileiros a conquistar uma medalha olímpica, nos Jogos da Cidade do México em 1968.

### Década de 1980 – Surge Maguila
No início da década de 1980, pela primeira vez no Brasil, uma rede de Televisão (TV Bandeirantes), por iniciativa de seu diretor de esportes, na época, Luciano do Valle, do qual também atuava como promotor de eventos esportivos, resolveu investir pesado no boxe, transformando-o em um espetáculo de massa.
Com 1,86 metros e cerca de 100 kg, Adilson Maguila foi um dos poucos pesos-pesados brasileiros. Tendo enorme carisma aliado à grande valentia, mobilidade e uma direita demolidora que lhe propiciou nada menos do que 78 nocautes em sua carreira de 87 lutas, a maioria contra lutadores europeus, sul-americanos e norte-americanos.
Maguila estreou como profissional em 1983, tendo Ralph Zumbano como técnico e Kaled Curi como empresário. Em 1986, já no auge da fama, assinou contrato com a Luque, empresa do jornalista Luciano do Vale, passando a treinar com Miguel de Oliveira, do qual, alterou profundamente seu estilo de luta e corrigiu seus defeitos de defesa. Como consequência, em 1989, chegou a ser o segundo colocado no ranking do CMB e em rota de colisão com Mike Tyson, na época, o undisputed champion do mundo. Enfrentou dois dos maiores pesados do século XX, Evander Holyfield e George Foreman. Perdeu as duas lutas e isso lhe tirou não só a chance de disputar o título como praticamente encerrou sua carreira. Em 1995, chegou a campeão mundial pela WBF (Federação Mundial de Boxe), uma associação que ainda não havia conseguido grande respeitabilidade. Com falta de patrocínio, Maguila foi destituído do título por inatividade.

### Década de 1990 em diante –  Acelino Freitas, o Popó
No final da década de 1990, vindo de uma família pobre da periferia da capital baiana, Acelino Freitas, conhecido como Popó, iniciou sua carreira profissional em 1995, porém, só despontou no cenário internacional em 1999, conquistando o título dos Super-Pena pela WBO.
Em 2002, unificou o título de Super-Pena pela WBA. Em 2004, Popó subiu de categoria, conquistando o título dos Pesos-Leves pela WBO. Em 30 de abril de 2006, após perder o cinturão para o norte-americano Diego Corrales, reconquistou o mesmo título pela WBO dos Pesos-Leves. Em abril de 2007, Popó perdeu sua segunda luta para o norte-americano Juan Diaz.
Encerrou sua carreira vitoriosa, em 28 de abril de 2008. No boxe profissional, conseguiu uma sequência histórica de 29 vitórias seguidas por nocaute. Ao todo, foram 40 lutas com 38 vitórias e apenas duas derrotas.
No boxe amador, Popó teve um cartel de 81 lutas perdendo apenas três vezes.

## Golpes
- Jab: Golpe reto com o punho que está à frente na guarda.
- Direto: Golpe reto com o punho que está após na guarda.
- Cross (Cruzado): Golpe reto com o punho que está atrás na guarda (conhecido no Brasil como Direto).
- Hook (Gancho): Golpe desferido em movimento curvo do punho.
- Uppercut: Golpe desferido de baixo para cima visando atingir o queixo do oponente.
- Swing (balanço): Golpe desferido de cima para baixo visando atingir a têmpora ou queixo do oponente.

|               |                                       | |
| Luva de boxe. | Treino de golpes num saco de pancada. | O boxeador estadounidense Archie Moore (1913-1998) treinando golpes com um saco de pancada do tipo Speed bag. |

## Nocaute

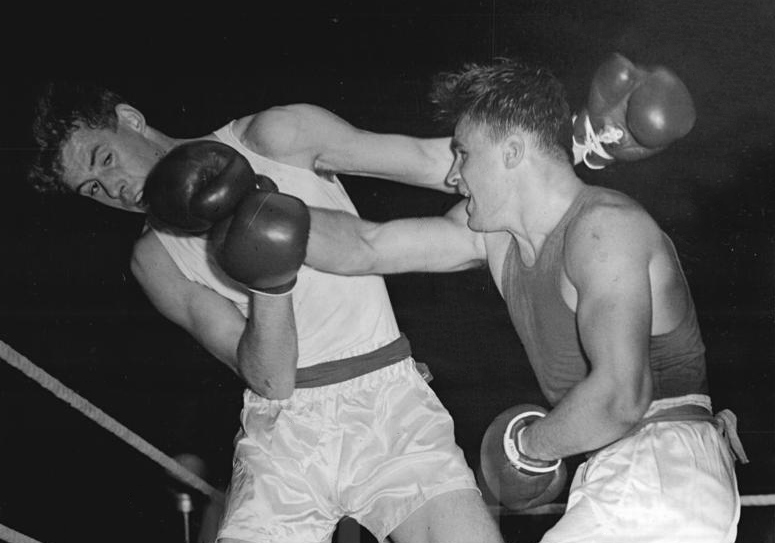
Exemplo de um gancho de direita

O nocaute, ou knockout (KO) na língua inglesa, ocorre quando um dos lutadores aplica um golpe que derruba seu adversário no chão, incapacitando-o de terminar o combate. Caso o lutador esteja visivelmente atordoado pelos golpes do adversário, mas ainda permaneça de pé, o juiz pode interromper a luta, o que configura um nocaute técnico, no inglês technical knockout (TKO).

## Golpes baixos
Os golpes baixos são os aplicados abaixo da cintura e não são permitidos no boxe. Se o outro adversário bater em uma dessas partes, o mesmo será advertido e, na reincidência, poderá ser eliminado, a critério do árbitro.
Os golpes permitidos são os aplicados na parte frontal do adversário, como no rosto e no abdome.

## Sparring
Sparring é uma simulação de luta entre pugilistas. Muitos lutadores profissionais começam com sparring, antes de se profissionalizarem.

Alguns exemplos de sparrings, que depois vieram a se tornar campeões incluem: Larry Holmes, sparring de Muhammad Ali; Oscar de la Hoya, sparring de Julio Cesar Chávez; e Riddick Bowe, sparring de Evander Holyfield.

## Fintas
A finta no pugilismo é tida, em geral, como sendo um golpe ou movimento enganador, que se pratica na pendência dos turnos do combate. Grosso modo, tudo aquilo que o pugilista faça com o intuito de ludibriar o oponente durante o assalto é considerado uma finta.
As prerrogativas no boxe são simples: o atacante visa atingir o oponente com as mãos e o defensor visa defender-se desses golpes, ora bloqueando, ora contra-atacando, servindo-se, por seu turno, das mãos e dos braços. A finta resume-se numa subversão desta lógica. O atacante finge que vai atacar, mas não ataca. O defensor prepara-se para se defender e bloquear o soco, por reflexo, e quando se apercebe que o ataque era falso, baixa a guarda. Assim que este baixar a guarda, o atacante desfere um segundo golpe, desta vez verdadeiro.

### Efeito psicológico
A finta pode ser usada para incutir no oponente um efeito desmoralizante ou amedrontador, na medida em que torna o combate imprevisível para o adversário, que deixa de ser capaz de discernir os golpes verdadeiros dos golpes simulados e, por conseguinte, deixa de ter o à-vontade necessário para poder, por seu turno, atacar e progredir no ringue.

### Categorias de finta
No pugilismo encontram-se duas categorias de finta:
- A «finta programada»: Este movimento consiste em simular um primeiro ataque (um soco) a fim de dissimular um segundo golpe, que deve atingir o alvo. Portanto, trata-se de um par indissociável de golpes, de concretização rápida: um primeiro (o falso) que tem o intuito de despistar o adversário; e um segundo (o verdadeiro) que o atinge de surpresa, no lado que ficar desprotegido. Certas escolas de boxe ensinam diferentes tipos de finta-padrão (a mais famosa das quais, será talvez o par «um-dois»);[12]
- A «finta adaptativa»: Nesta segunda manobra, depois de simular o primeiro golpe, o fintador sonda a postura do adversário, a fim de encontrar um ponto que tenha ficado a descoberto. Nestes casos, ao contrário do que sucede na finta programada, o fintador não sabe de antemão para onde vai dirigir o segundo soco. Tem, por isso, de se "adaptar" (daí o nome) às circunstâncias concretas do combate, para descobrir o flanco desprotegido na postura defensiva do adversário.[14]

## Categorias
Os pugilistas são divididos em categorias, de acordo com seus pesos. Atualmente existem dezessete categorias reconhecidas no boxe profissional e onze no boxe amador (ver: Campeonato Mundial de Boxe Amador).

## Entidades responsáveis

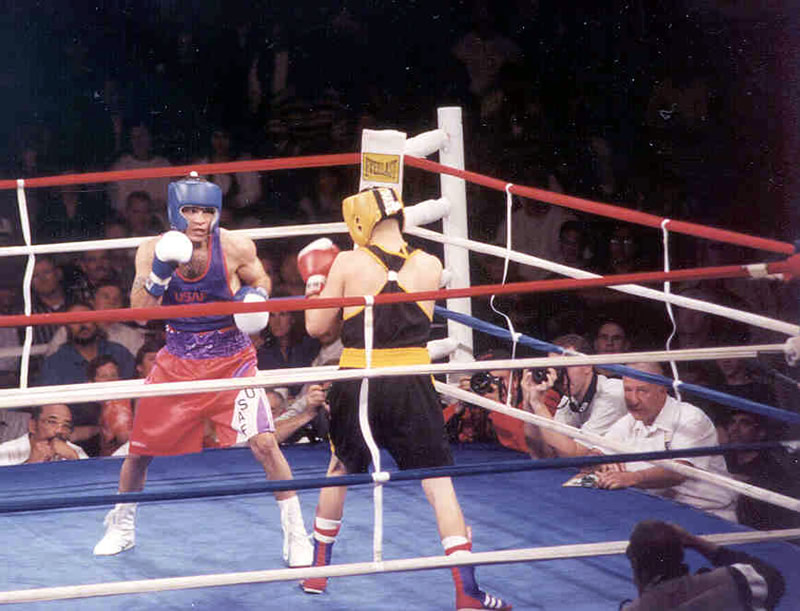
Combate de boxe

As entidades de boxe são as responsáveis pela organização das lutas desde 1910, quando foi criada a União Internacional de Boxe (UIB), em Paris.
Posteriormente, outras entidades surgiram, outras deixaram de existir ou se fundiram a novas entidades, até que nos dias atuais temos em vigor grandes Entidades Mundiais:
- Associação Mundial de Boxe (AMB), fundada em 1921;
- Conselho Mundial de Boxe (CMB), fundado em 1963;
- Federação Internacional de Boxe (FIB), criado em 1983;
- Organização Mundial de Boxe (OMB), criado em 1988;
- Federação Mundial de Boxe Profissional (FMBP), criado em 1998;
- Associação Internacional de Boxe Amador (AIBA);
- Federação Intercontinental de Boxe (IBFed), criado em 2018.

No Brasil temos em vigor estas entidades nacionais:
- Confederação Brasileira de Boxe (CBB);
- Associação Brasileira de Boxe (ABBOXE).

A primeira Organização internacional de Boxe com sede no Brasil, com registro ativo na ONU no Conselho Econômico e Social ECOSOC  criada em 2018, é a Federação Intercontinental de Boxe (IBFed), desenvolvida com o objetivo de promover o desenvolvimento do esporte no Brasil para fins Econômicos e Sociais, inclusão de projetos sociais, trabalhos voluntários em locais carentes, formação de novos treinadores e atletas amadores e profissionais como também o incentivo ao esporte pugilístico, a visão diferenciada da organização é para popularizar e chegar aos que desejam ingressar no Esporte Profissional.

## Campeões do mundo
Os campeões mundiais de boxe remontam até os primórdios de sua criação no século XVIII, na Inglaterra, quando o boxeador James Figg foi reconhecido como o primeiro campeão de boxe.
Os campeões mundiais de boxe moderno foram divididos por categorias de peso, próximo ao final do século XIX, sendo que inicialmente os boxeadores encontravam-se distribuídos em apenas cinco categorias: peso-pesado, peso-médio, peso-leve, peso-pena e peso-galo. Mais tarde, ao longo do tempo, novas categorias de peso foram sendo acrescentadas.
Posteriormente à criação das entidades mundiais de boxe, já durante o século XX, os campeões mundiais também passaram a ser divididos por diferentes cinturões mundiais.
O boxe amador é disputado nas Olimpíadas desde 1904, com exceção à de 1912. Devido à proibição da modalidade no país-sede Suécia.

## Pugilistas famosos

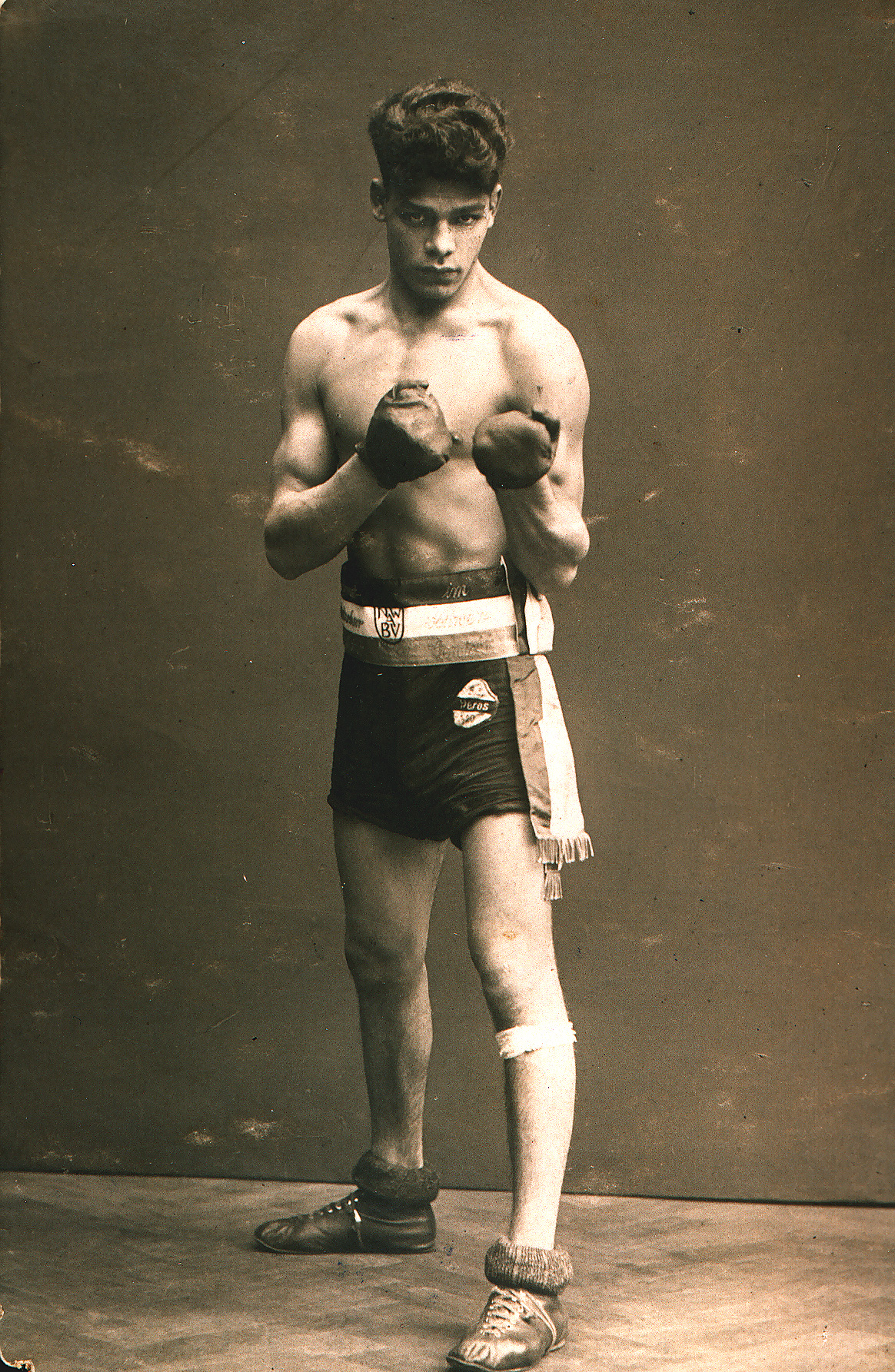
Johann Trollmann (1907-1943): alemão cigano da etnia sinti campeão nacional de boxe da Alemanha, morto no campo de concentração de Neuengamme.

Os maiores de todos os tempos estão imortalizados no "Salão da Fama" de duas instituições reconhecidas internacionalmente.
Entre tantos outros renomados pugilistas, o "Salão da Fama do Boxe" contempla nomes como os de Mike Tyson, Floyd Mayweather Jr., Rocky Marciano, Muhammad Ali, Floyd Patterson, Jack Johnson, Sugar Ray Robinson, Bob Satterfield, Jake LaMotta, Jersey Walcott, Joe Louis, Max Schmeling, Jack Dempsey, Max Baer, Larry Holmes, Joe Frazier, George Foreman, Sonny Liston, Ken Norton, Julio César Chávez, Lennox Lewis, Evander Holyfield.
Somente um pugilista brasileiro figura no "Salão da Fama" — Éder Jofre. No entanto, ao longo dos anos, outros pugilistas brasileiros também se tornaram notórios, tais como Servílio de Oliveira, José Adilson "Maguila" dos Santos, Miguel de Oliveira, Acelino "Popó" Freitas e Valdemir "Sertão" Pereira.
Portugal teve um pugilista profissional famoso nos anos 20/30 de nome José Soares Santa e alcunha de Santa Camarão (o Gigante de Ovar). Em 1929 perdeu o título europeu para Pierre Charles. Combateu com os campeões Max Baer e Primo Carnera no Madison Square Garden, nos EUA, onde em 1931 chegou a vencer 31 combates seguidos. Ficou imortalizado no filme "Amor no Ringue" (Liebe im Ring), realizado por Reinhold Schünzel, contracenando numa cena de pugilato com o actor principal, o famoso pugilista alemão Max Schmeling. Outro pugilista profissional de destaque foi Isidro de Pinto de Sã, que emigrou para os EU da América e foi o único português a lutar pela Título Mundial de pesos-galos. Fê-lo em Junho de 1926, frente ao italiano Fidel LaBarba. Outras figuras de relevo no boxe lusitano foram Belarmino Fragoso, que inspirou a realização do filme Belarmino, de Fernando Lopes e João Miguel "Paquito", que conseguiu o apuramento para os Jogos Olímpicos, atingindo os oitavos de final. Outro nome sonante na modalidade lusa, principalmente como treinador e seleccionador nacional, foi Ricardo Ferraz.